# København Zoo
København Zoo eller Zoologisk Have i København er på 11 ha og en af Europas ældste zoologiske haver. Den ligger på Frederiksberg ved Roskildevej på Valby Bakke.
København Zoo har 181 fuldtidsansatte og et årligt besøgstal på ca. 1.3 mio. Der er over 3.500 dyr fordelt på 227 arter i København Zoo.

## Historie
København Zoo blev grundlagt af Niels Kjærbølling i 1859. Han fik af Overdirektoratet for de Kongelige Haver overdraget Prinsesse Vilhelmines Have, som omfattede omtrent det område, der i dag er dækket af Zoologisk Haves restauranter (bygget 1899) og den store forplads, samt en del af løvernes nuværende anlæg på den ene side og storkenes på den anden. Den var indhegnet af et plankeværk. Haven havde en pavillon med et konditori og en udstilling af udstoppede fugle.
I 1861 blev også Prinsesse Carolines Have indlemmet i haven; området ligger til højre herfor, ved Zoos nuværende hovedindgang, samme område, hvor tårnet og fuglesøen ligger. I 1867 blev en del af frugttræplanteskolen, Sallys Planteskole i Brune Dyrehave indlemmet, og i i 1872-1873 efter at Zooen overgik til at være til et aktieselskab 1872, blev den i 1873 yderligere udvidet med resten af brune Dyrehave på Frederiksberg. Derefter omfattede zooen hele det nuværende område nord for Roskildevej. Denne størrelse havde haven indtil 1953, hvor afdelingen i Søndermarken blev åbnet.
De første dyr, som havens gæster kunne beskue ved åbningen i 1859, var ørne, høns, ænder, ugler, kaniner, en ræv, en sæl i et badekar og en skildpadde i en spand. I 1901 blev fremvist 25 indiske mænd, kvinder og børn i en udstilling, hvor man kunne se dem i deres daglige liv omkring en palmehytte. De lavede håndværk og fremviste jagtredskaber og lavede show og tryllekunster flere gange daglig. 
Charles Darwins evolutionsteori gjorde at flere zoologiske haver gik over til at fremvise grupper af beslægtede dyr sammen. Således viste man alle rovdyrene ved siden af hinanden, alle hjortene for sig, alle okserne for sig osv. I København Zoo var indretningen i starten mindre systematisk, men efterhånden blev princippet også gennemført her. I dag er det dog forladt igen til fordel for det geografiske princip, hvor dyrene går sammen efter hvor de lever henne, ikke efter hvem de er nærmest beslægtet med. En rest af den artsmæssige opdeling ser man i det gamle abehus fra 1891, som i dag er Primaternes Verden og viser mindre primater på tværs af verdensdelene.
Skoletjenesten blev oprettet i 1972, og nu kunne Zoologisk Have tilbyde undervisning til grundskolen og ungdomsuddannelserne. I 1976 blev det første biologiske værksted med tilhørende dyrestald taget i brug.

### »Anatomiske haver«
I perioden fra 1878 til 1909 udstillede København Zoo og Tivoli folk fra alverdens fremmede områder, så gæsterne kunne gives en smagsprøve på deres “primitive vaner og skikke” i det “civiliserede” København. Under en 30 år lang periode omkring århundredskiftet blev det til omkring 40 folkeudstillinger, også kaldet folkekaravaner, hvor haverne fremviste blandt andre “indianere”, “eskimoer“, “beduiner” og “afrikanere“. I 1901 trak det 18.000 gæster til København Zoo alene for at se udstillingen med den indiske landsby. 

### Hunde i København Zoo
For at fremme det private avlsarbejde i Danmark, havde København Zoo i perioden 1875-1929 hundeopdræt, hvor man især avlede danske racer, som Granddanois (i samtiden kaldet "Den store danske Hund") og Dansk Gårdhund. Ved århundredeskiftet var der 76 Granddanois og fem Broholmere i hundegårdene ud mod Fasanvejen. Broholmere blev i perioden 1859-1929 blandt andet brugt til at amme havens store kattedyr. Siden 2004 har SKAT trænet deres penge- og narkohunde i København Zoo, hvor hundene bliver ekstra udfordret af zoodyrenes eksotiske lyde og lugte.

### Historiske bygninger
Bygningerne i København Zoo stammer fra mange perioder og afspejler skiftende tiders syn på dyrevelfærd samt ændringer i stil og smag. Restauranten i bindingsværk til venstre for hovedindgangen mod Roskildevej er fra 1897 af Kristoffer Varming, Udkigstårnet Zootårnet fra 1905 er 43,5 meter højt og står på Valby Bakke, 26,5 meter over havets overflade. Det er inspireret af Eiffeltårnet i Paris og tegnet af Theodor Andreas Hirth. Det gamle elefanthus var fra 1914 af P.A. Rosenkilde Gram og blev i 2008 afløst af et mere tidssvarende anlæg tegnet af Norman Foster.
Mange af havens ældre bygninger var tegnet af Frits Schlegel i en rendyrket funktionalisme. Det gælder en tilbygning til Store Rovdyrhus (1937) og Girafhuset (1938-39, præmieret), som nu begge er revet ned. Det Store Rovdyrhus blev revet ned i 1982, da der skulle skaffes plads til den ny Abejungle. Andre Schlegel-anlæg er Ormegården (1938), Antilopestalden (1939) samt Bjørnegrotten (1950-51, præmieret 1951). Sammen med Edvard Thomsen tegnede han også Abegrotten. I 1934 var landskabsarkitekt G.N. Brandt desuden engageret for haven. Den ældste bygning, der stadig benyttes, blev opført i 1872-1873 som stald til yakokser. I dag bruges bygningen til kameler.
De fleste oprindelige bygninger fra havens første tid er forsvundet. En af de bygninger, som fandtes længst tid i haven, var hovedindgangen med to pavilloner fra 1881, udsmykket med dyrefriser i relief af skønvirke-kunstneren Karl Hansen Reistrup. Den blev nedrevet i 1995 og erstattet af den nye hovedindgang fra 1996, som er tegnet af Christian Cold.

### Ledelse
- 1859-1871 Direktør Niels Kjærbølling
- 1871-1874 Direktør Fritz Hugo Kjærbølling
- 1874-1886 Inspektør C.F. Fencker – afbrudt af en pause fra 1881-1882, hvor inspektør William Sørensen og efterfølgende inspektør S. Jensen var ansat
- 1886-1887 Inspektør W. Rose
- 1887-1889 Inspektør P. Pallensen
- 1889-1900 Inspektør C.A. Hofman-Bang, senere administrerende direktør
- 1900-1910 Administrerende direktør Julius Schiøtt
- 1910-1924 Administrerende direktør Waldemar Dreyer (en overgang i 1910 indsat administrator Lassen Landorph)
- 1925-1942 Administrerende direktør Theodor Alving
- 1943-1954 Administrerende direktør Axel Reventlow
- 1954-1956 Fungerende administrerende direktør Bøje Benzon
- 1956-1969 Administrerende direktør Svend Andersen
- 1969-1978 Administrerende direktør Arne Dyhrberg
- 1979-1994 Administrerende direktør Bent Jørgensen
- 1994-2011 Administrerende direktør Lars Lunding Andersen og Vicedirektør/Videnskabelig direktør Bengt Holst
- 2011-2012 Konstitueret administrerende direktør Bengt Holst
- 2012-2017 Administrerende direktør Steffen Stræde og Vicedirektør/Videnskabelig direktør Bengt Holst
- 2017-2023 Administrerende direktør Jørgen Nielsen
- 2023- Administrerende direktør Pernille Mehl

## Elefanterne
Elefanterne i København Zoo er blandt havens mest kendte dyr. Haven har kontinuerligt haft elefanter siden de to første kom i 1878. Så tidligt som 1907 fødtes den første danskfødte elefantunge, og den fjerde i Europa, siden er der født 14 elefantunger i Zoo. København Zoo har haft tre elefanthuse. Det første elefanthus i træ fra 1878 blev erstattet af et større i 1914. Det nye elefanthus blev bygget og stod klart 2008. Her bor nu Zoos syv asiatiske elefanter (Elephas maximus). Totalt har 59 elefanter boet i København Zoo, af disse var yderligere 61 asiatiske elefanter og 8 var afrikanske elefanter (Loxodonta africana). Siden 1977 har Zoo kun haft asiatiske elefanter.

### Det gamle elefanthus
Det første elefanthus i træ fra 1878 blev erstattet af det gamle tempelagtige elefanthus fra 1914 tegnet af P.A. Rosenkilde Gram, som blev en del af kulturarven for de fleste københavnere. Huset husede gennem årene også næsehorn, flodheste og tapirer. Men som hjem for havens største dyr var det blevet utidssvarende og et nyt blev bygget og stod klart 2008. Det gamle elefanthus blev herefter anvendt til andre formål indtil november 2017, hvor det blev revet ned for at give plads til et nyt pandaanlæg.

### Det nye elefanthus
Elefanthuset fra 2008 er tegnet af den britiske arkitekt Norman Foster og anlægsdelen er formgivet af den danske landskabsarkitekt Stig L. Andersson. Huset er delvist gravet ned i terrænet. De to glaskupler lukker lys ind i elefanternes stalde.

#### Fakta om det nye elefanthus
Arealer
- Publikumsareal: 2.300 m²
- Serviceareal: 700 m²
- Elefanters indeareal: 1.360 m²
- Elefanters udeareal: 3.350 m²

## Pandaerne
I november 2017 gik man i gang med at bygge et 4.000 m² stort anlæg til Stor Panda (Ailuropoda melanoleuca) designet af arkitekterne Bjarke Ingels og David Zahle. Anlægget til 160 millioner kroner er udformet som en stor yin og yang-figur og ligger helt op ad "det nye" elefanthus og blev indviet og åbnede for offentligheden den 11. april 2019.
Pandaerne lever adskilt i anlægget da de også i naturen lever alene. De møder kun hinanden ganske få dage om året, når hunnen er i brunst med en mulighed for at få bjørnene til at parre sig. Eventuelle unger skal sendes til Kina. Pandaerne spiser dansk bambus, som dyrkes på en fem hektar stor mark ved Vordingborg.
Pandaerne kommer fra det kinesiske avls- og forskningscenteret Wolong Panda Reserve Chengdu. Danmark låner de to pandaer Xing Er og Mao Sun af Kina I 15 år for omkring 100 millioner kroner. Over 90% af pengene er øremærket til naturbevarelsen af pandaen i Kina og til pandaforskning.
Det er ikke første gang man fremvist panda i København Zoo, pandaen Chi Chi var i sommeren 1958 var på en tre ugers gæstevisit i Københavns Zoo. Det gav massiv medieomtale. Ikke mindst i forbindelse med en kontroversiel hændelse, hvor pandaen gik i skumbad med den unge fotomodel Bitten Danielsen og bed hende i forbindelse med optagelser til en reklamefilm. Pandaen Chi Chi ankom til London Zoo i september samme år. Selvom det oprindeligt var planlagt, at Chi Chi kun skulle være i den engelske zoo i tre uger, besluttede den zoologiske have at købe hende i stedet. Chi Chi boede i London Zoo indtil sin død i 1972 og fungerede som inspiration til et tidligere logo for World Wildlife Fund.

### Rød panda
Rød panda (Ailurus fulgens) findes også i Zoo siden 2016 og pandaparret yngler.

## Den afrikanske afdeling i Søndermarken
Det samlede projekt med den afrikanske afdeling blev muliggjort med den største donation i Zoos historie, fra OJD Fonden og Annie og Otto Johs. Detlefs’ Almennyttige Fond.

### Savannen
Anlægget har to mindre gårde med mulighed for at isolere de hvide næsehorn fra hinanden og fra de øvrige savannedyr. En række egepullerter danner barriere mellem forgårdene og den øvrige savanne. Afstanden mellem pullerterne tillader dog fri adgang for savannens antiloper, blisbukke (“Damaliscus pygargus phillipsi”), impalaer, Grants zebraer (Equus burchelli boehmi), strudse og perlehøns.

#### Hvide næsehorn
De to fonde finansierede også køb og transport af tre hvide næsehorn fra Pilanesberg Nationalpark i Sydafrika. I 2012 ankom en ny næsehornshan til Zoo fra Knuthenborg Safaripark og er erstatning for den han, Zoo samtidigt sendte til Sosto Zoo i Ungarn. Rokaden af hanerne skete for at få hunnerne i brunst. I 2015 blev den første hvide næsehornskalv i 36 år født i København Zoo.

#### Girafferne
Havens første giraf Mimi, som ankom i 1902. Girafferne i København Zoo holdt i 62 år til i Girafhuset, tegnet af Frits Schlegel og bygget 1938-1939. Siden den første girafkalv i 1939 er der født 61. I 1943 blev der sat besøgsrekord med 28.000 gæster, de kom for at se noget som aldrig var set før: to nyfødte girafkalve i samme zoologiske have. Udtrykket "Vi vil se giraffen" bliver stadig brugt om noget seværdigt. Girafhuset er nu revet ned for at give plads til Det nye elefanthus. Girafferne flyttede til den afrikanske afdelings savanne, da Det ny Girafhus med frianlæg og en oplevelsessti stod færdigt 2001.
København Zoo er kendt for sin fine girafbestand og har længe haft en ren bestand af Netgiraffer (Giraffa camelopardalis reticulata), som lever vildt i det sydlige Etiopien, Somalia og det nordlige Kenya. Giraffer af københavnsk afstamning udgør i dag en stor procentdel af grundstammen i den europæiske bestand. Siden 2001 har Zoos giraffer født otte unger, hvoraf kun to er hunner. I 2014 blev direktøren i København Zoo truet på livet efter aflivningen af en 1½-årig girafunge med navnet Marius. Herefter fodrede man løverne med kadaveret. Det vakte forargelse, især i udlandet, og svulstige følelsesladede overskrifter prægede medierne.
I en voliere i girafhuset findes tre forskellige afrikanske savannefugle; pragtperleskægfugl, kapvæver og krokodillevogter.

#### Okapier
Ved Det ny Girafhus kan de besøgende sammenligne giraffen med den nært beslægtede skovgiraf, okapien (Okapia johnstoni). I august 1994 døde okapien Katanda i København Zoo. Den døde under påvirkning af en operakoncert i Søndermarken. De uvante lyde fik den til at hyperventilere, den gik i Chok, styrtede om og døde. Diagnosen lød på hyper-excitationstilstand. En tilstand af stor ophidselse.

### Det nye Flodhestehus
Flodhestehuset er flodhestenes (Hippopotamus amphibius) vinterkvarter, og stedet de også opholder sig i de kølige forårs- og efterårsmåneder. Gennem tykke panserglasruder kan besøgerne oplever flodhestene under vand. Midt i bassinet er anlagt en lille ø, hvor flodhestene kan ligge og dase. Bag kulisserne ligger tre rummelige bokse, hvor flodhestene også kan opholde sig og på forsiden findes flodhestenes udendørsbassin.

## Den Arktiske Ring og det Nordiske hjørne
Isbjørne har siden 1860 har haft en fast plads i Zoologisk Have. Bjørnegrotterne Stod klar i 1955 for kodiakbjørne (Ursus arctos middendorffi), brunbjørne (Ursus arctos) og isbjørne (Ursus maritimus). I 1980 blev "Det Nordiske Hjørne" skabt, bjørnegrotterne blev udvidet, og der blev bygget nye anlæg til de spættede sæler (Phoca vitulina), rensdyr (Rangifer tarandus), moskusokser (Ovibos moschatus), stor hornugle (Bubo bubo) og ulve (Canis lupus).

### Ulve og brunbjørn
Efter 40 år blev det 2020 dog et endegyldigt slut for ulveflokken. Det skete efter, at Zoologisk Have tog hul på en treårig strategiplan, hvor der skal være yderligere fokus på renovering og opdatering af dyrenes anlæg. Og efter at der blev kastet et kritisk blik på ulveanlægget, kom man frem til, at det ikke levede op til de høje standarder for dyrevelfærd og at det derfor ikke længere var plads til ulvene i Københavns Zoo. Ulveanlægget blev nedlagt, og samtidig blev tre hanulve aflivet, da det ikke var muligt at placere dem i andre zoologiske haver. Planen er, at anlægget skal bygges sammen med elefanternes udeanlæg, så en antilopeart og en vildsvineart både kan gå i det gamle ulveanlæg og i elefanternes udeanlæg. Elefanterne kommer dog ikke til at få adgang til det gamle ulveanlæg. Brunbjørnene skal også udfases, og en 20-årig hanbrunbjørn blev aflivet 2020 af velfærdsmæssige årsager og var nået en alder, hvor det ikke var muligt at sende ham til en anden zoologisk have. Hunbrunbjørnen er flyttet ind i hanbrunbjørnens renoverede anlæg, hvor hun fødte København Zoos foreløbig sidste unger i januar 2021. Udfasningen sker fordi der findes et behov for mere plads til isbjørnene, når avlshanen Nord kommer tilbage fra Aalborg Zoo. Planen er at lade det gamle isbjørneanlæg vokse sammen med brunbjørnenes nuværende anlæg.

### Den Arktiske Ring
Isbjørnene og sælerne flyttede i januar 2013 ind i "Den Arktiske Ring", som er tegnet af Dall og Lindhardtsen A/S. Her har de besøgene udsigt til svømmende isbjørne og sæler i to bassiner som indeholder til sammen 2.400 kubikmeter vand. Den Arktiske Ring har også et fuglefjeld med lunder (Fratercula arctica), alke (Alca torda) og lomvie (Uria aalge) fra Nordatlanten. Den Arktiske Ring er muliggjort efter en donation fra A.P. Møller og Hustru Chastine Mc-Kinney Møllers Fond til almene Formaal.

## Primaternes Verden – Abejunglen – Regnskoven – Tropezoo

### Primaternes Verden
I det gamle Abehus kan flere repræsentanter fra de forskellige abegrupper ses. Her lever både lemurer, østaber, vestaber og flere silkeaber, samt den noget specielle nordlig træspidsmus (Tupaia belangeri). Udendørs har edderkopaberne (Ateles) og kappebavianerne (Papio hamadryas) sine åbne anlæg, og sort-hvide varier (Varecia variegatus variegatus) har en voliere. De hvidhovede sakier (Pithecia pitchecia) deler deres anlæg med de gyldenhovedet løvetamarin (Leontopithecus chrysomelas). I den lille vinterhave findes dværgsilkeabe (Cebuella pygmaea) i deres mindre anlæg. Blandt lemurer findes; kattalemur (Lemur catta). Og af den nye verdens aber findes og gylden edderkopabe (Ateles geoffroyi).
I Zoo findes hvidhåndet gibbon (Hylobates lar) i zoosøen.

#### Natzoo
I kælderen under Primaternes Verden ligger Natzoo med flere små temaanlæg med nataktive dyr, blandt andet frøer, pindsvin, ægyptisk flyvende hund (Rousettus aegyptiacus) og Sydafrikansk Moholi galagoer (Galago moholi). Her findes også et langt anlæg udformet en kloak, hvor de brune rotter (Rattus norvegicus) lever.

### Abejunglen
I Abejunglen stod klar 1984 og chimpanserne og gorillaerne flyttede ind. Chimpanser er af den meget sjældne vestafrikanske underart (Pan troglodytes verus). Zoo har ikke længere gorillaer. Man fik sin første 1955, i begyndelsen af 1997 besluttede Zoo at indskrænke sin bestand af menneskeaber og dermed skille sig af med sine fire vestlig lavlandsgorillaer (Gorilla gorilla gorilla). I 1998 havnede disse i Givskud Zoo, som var villige til at overtage dem. Tidligere havde man også orangutanger.
Regnskoven er inddelt i tre områder:

### Regnskovshallen
Regnskovshallen har fritflyvende fugle, fritklatrende dovendyr (Choloepus didactylus) og fritkravlende anoler, frøer og tudser i en rigtig regnskov med store træer og et væld af forskellige planter og buske. Temperaturen året rundt 25 grader og luftfugtigheden næsten 90%.

### Temasektionen
I temasektionen findes forskellige regnskovsdyr med hver deres særlige tilpasning til et liv i regnskoven: trælevende slanger, frøer bl.a. giftfrøer, edderkopper, kakerlakker og asiatiske dværghjorte (Tragulus javanicus) som er verdens mindste hjorte.

### Sommerfuglehallen
I sommerfuglehallen flyver insekterne frit omkring; her findes også krokodiller. Man havde længe troet det var den almindelige Nilkrokodille (Crocodylus niloticus), men i 2013 blev det fastslået at de tilhørte den sjældne vestafrikanske krokodille (Crocodylus suchus).

## Tasmanien/Australasienanlæg
Anlægget er udformes som et åbent gennemgangsanlæg for tasmanske pungdjævele, vombat, Forester kænguru og Bennet’s wallaby åbnede 2015.

### Tasmansk pungdjævel
Da den Tasmansk pungdjævel (Sarcophilus harrisii) er truet er der eksportforbud. I flere år kunne dyret ikke ses uden for Australien, med én undtagelse: København Zoo, der fik to par som var den tasmanske regerings barselgave til Prins Christian da hans mor Kronprinsesse Mary også er fra Tasmanien. De fire oprindelige pungdjævle stammede fra Trowunna Wildlife Park. Den sidste djævel i gruppen døde i juli 2012 i en alder af syv år uden at have fået unger.
I midten af oktober 2012 kom København Zoos fire nye pungdjævle. Den nye gruppe består af to hunner og to hanner, og det er København Zoos ambition, at denne gruppe bliver startskuddet til en bestand af pungdjævle i europæiske zoologiske haver. De ynglede første gang i 2013.
I dag er København den eneste zoologiske have i Europa med pungdjævle (San Diego Zoologisk Have i USA fik arten i 2013, og siden er andre kommet til) og det eneste sted udenfor Australien, der har haft held med at yngle med djævlene.

## De store rovdyr

### Katte
Det gamle rovdyrhus blev opført 1875 og ombygget 1912 af P.A. Rosenkilde Gram og først revet ned i 1982, da de var helt umoderne på grund af den trange plads og manglende stimulering udviklede dyrene ofte stereotypier, hvor de fx kunne vandre hvileløst frem og tilbage langs tremmerne. Rovdyrhuset blev revet ned i 1982 og skaffede plads til den ny Abejungle. I begyndelsen 1970'erne blev der bygget et nyt frianlæg for løverne (Panthera leo) og i begyndelsen af 1980'erne flyttede amurtigrene (Panthera tigris altaica) og amurleoparderne (Panthera pardus orientalis) ind i et nyt frianlæg. I haven findes også karakaler (Caracal caracal).
2012 forcerede en yngre mand ved nattetid hegnet til Zoo og barrieren til amurtigrenes anlæg, hvor han omkom.
Kødforsyningen til rovdyrfoder blev i 2018 blevet dækket af slagtning af køer, heste og overskudsdyr samt indkøb af foderdyr (marsvin, kaniner, rotter og mus). Der blev slagtemæssigt behandlet og kontrolleret i alt 159 kødkroppe fordelt på: 55 heste, 24 køer, 12 vild- svin/hængebugsvin, 15 axishjorte, 4 rådyr, 15 dådyr, 12 kænguruer, 10 tamsvin og 12 geder.

## København Zoo på film
København Zoo er blevet brugt som location i filmene Københavnere (1933), Wienerbarnet (1941), Hold fingrene fra mor (1951), Far til fire på landet (1955) Vi er allesammen tossede (1959), Rikki og mændene (1962), Den store badedag (1991) and Far til fire - på japansk (2010).
København Zoo blev også brugt som location i episode 84 af DRs serie Huset på Christianshavn og TV2 julekalender Brødrene Mortensens Jul.
Herudover er optaget flere nyhedsfilm og dokumentarfilm i haven, bl.a. Foraar i Zoo og Foraar i Zoologisk Have, begge fra 1944, og undervisningsfilmen Zoologisk Have i København fra 1948.